# أفرو 560
أفرو 560 (بالإنجليزية: Avro 560) هي طائرة خفيفة جدا، بمقعد واحد. أنتجت في بريطانيا. من صناعة أفرو. كان أول طيران لها في 1923. دخلت الخدمة في 1923، صنع منها طائرة واحدة.